# Mehlbecherchen
Die Mehlbecherchen (Cenangium) bilden eine Gattung der Helotiales.

## Merkmale
Bei den Mehlbecherchen handelt es sich generell um kleine, schwärzliche, auf Ästen unter der Rinde hervorbrechende Pilze. Kennzeichnend für die Gattung ist die ledrige Beschaffenheit des Apotheciums und die körnig-mehlige Struktur der Außenseite, die nicht behaart ist. Sie besteht aus rundlichen, braunwandigen Zellen, die sich zum Teil ablösen und so den körnigen Eindruck hervorrufen.
Die Fruchtkörper sind anfangs geschlossen, später mit einer rundlichen oder zusammengedrückt-lippenförmigen Mündung geöffnet, becherförmig, gerandet. Die Fruchtschicht ist dick, wachsartig, verschieden gefärbt und bildet vier- oder achtsporige Asci mit dazwischen stehenden Paraphysen.
Die elliptischen Sporen sind ein- oder zweizellig.
In der Nebenfruchtform werden kleinere, meist an der Spitze durch eine Pore geöffneten, ein- oder vielkammrigen Pyknidien gebildet mit sogenannten Stylosporen. Diese sind linear, an beiden Seiten zugespitzt, oft mehrzellig; oder auch wurstförmig oder gerade.

## Ökologie
Die Mehlbecherchen leben meist saprophytisch auf totem Holz von Nadel- und auch Laubbäumen .und spielen eine Rolle in der Zersetzung von Totholz und bewirken so eine Rückfuhr von Nährstoffen und Mineralien in den Boden. Dennoch können einige Arten unter Umständen bei stark geschwächten Bäumen ein Triebschwinden auslösen wie das Ockergelbe Mehlbecherchen oder auch Cenangium atropurpureum.

## Systematik
In Mitteleuropa sind rund 20 Arten bekannt. Verwandt ist die Gattung Encoelia, die meist größere Fruchtkörper hervorbringt. Die meisten Arten sind selten. So sind für Österreich nur das Ockergelbe Mehlbecherchen und das Kiefern-Mehlbechechen bekannt, wobei letzteres nur von vier Fundorten, jeweils einer in Kärnten, Niederösterreich, Oberösterreich und der Steiermark, angegeben wird. Einige beschriebene Arten werden auch zu Encoelia, Hysterium, Tympanis oder Clithris gestellt.
| - Cenangium abchaziae - Cenangium abietina - Cenangium abietis - Cenangium acerinum - Cenangium aceris - Cenangium aceris-tatarici - Cenangium acicola - Kiefern-Mehlbecherchen (Cenangium acutum) - Cenangium acuum - Cenangium aequinoctiale - Cenangium aeruginosum - Cenangium aggregatum - Cenangium alboatrum - Cenangium alneum - Cenangium alnicola - Cenangium alniellum - Cenangium alpinum - Cenangium andromedae - Cenangium androsaemi - Cenangium aparines - Cenangium apertum - Cenangium asterinospora - Cenangium atrofuscum - Cenangium atropurpureum - Cenangium aureum - Cenangium australe - Cenangium balsameum - Cenangium berberidis - Cenangium betulae - Cenangium betulinum - Cenangium bicolor - Cenangium blumeanum - Cenangium botryosum - Cenangium brasiliense - Cenangium bullatum - Cenangium caespitosum - Cenangium caliciiforme - Cenangium carpathicum - Cenangium carpini - Cenangium cassandrae - Cenangium castaneae - Cenangium catervatum - Cenangium cephalanthi - Cenangium cerasi - Cenangium chlorascens - Cenangium chlorellum - Cenangium chlorescens - Cenangium chrysoprasum - Cenangium cinnamomeum - Cenangium clandestinum - Cenangium clavatum - Cenangium colensoi - Cenangium compressum - Cenangium concinnum - Cenangium confusum - Cenangium congesta - Cenangium conglobatum - Cenangium contortum - Cenangium coryli - Cenangium crataegi - Cenangium craterium - Cenangium cumulatum - Cenangium deformatum - Cenangium difforme - Cenangium dimorphum - Cenangium dolosum - Cenangium empetri - Cenangium enteroxanthum - Cenangium episphaerium - Cenangium fallax - Cenangium farinaceum - Cenangium fatiscens - Ockergelbes Mehlbecherchen (Cenangium ferruginosum) - Cenangium fibrisedum | - Cenangium fissum - Cenangium flavorubrum - Cenangium fraxini - Cenangium fuckelii - Cenangium fuliginosum - Cenangium fuscum - Cenangium glabrum - Cenangium globularis - Cenangium graddonii - Cenangium graminum - Cenangium griseum - Cenangium grisewae - Cenangium helotioides - Cenangium helvolum - Cenangium heteropatelloides - Cenangium hippophaës - Cenangium hypochlorum - Cenangium hypodermium - Cenangium ilicinum - Cenangium impudicellum - Cenangium inconstans - Cenangium inculcatum - Cenangium japonicum - Cenangium juglandis - Cenangium kazachstanicum - Cenangium labiatarum - Cenangium laminare - Cenangium laminosum - Cenangium leoninum - Cenangium leptospermum - Cenangium ligni - Cenangium lignicola - Cenangium luteogriseum - Cenangium luteolum - Cenangium magnoliae - Cenangium maydis - Cenangium melanophaeum - Cenangium microspermum - Cenangium mutatum - Cenangium naucosum - Cenangium negerianum - Cenangium nigrofuscum - Cenangium nitidum - Cenangium olivaceonigrum - Cenangium opulinum - Cenangium padi - Cenangium pallidoflavescens - Cenangium palmatum - Cenangium paradoxum - Cenangium paraense - Cenangium parasiticum - Cenangium patella - Cenangium patellatum - Cenangium pelidnum - Cenangium pezizoides - Cenangium pilatii - Cenangium pinastri - Cenangium pini - Cenangium pini-densiflorae - Cenangium piri - Cenangium pithyum - Cenangium platascum - Cenangium polygonium - Cenangium populinum - Cenangium populneum - Cenangium potentillae - Cenangium pruinosum - Cenangium prunastri - Cenangium pulveraceum - Cenangium pulvis - Cenangium punctoideum - Cenangium purpureum - Cenangium pustula - Cenangium pyrinum - Cenangium quercicola - Cenangium quercinum | - Cenangium radulicola - Cenangium raineri - Cenangium ravenelii - Cenangium recurvum - Cenangium regulare - Cenangium rehmii - Cenangium reichenbachii - Cenangium repandum - Cenangium rhenanum - Cenangium rhois - Cenangium ribicola - Cenangium rosaceum - Cenangium rosae - Cenangium rosulatum - Cenangium rubi - Cenangium rubiginellum - Cenangium rubiginosum - Cenangium rugosum - Cenangium russum - Cenangium sabalidis - Cenangium salicellum - Cenangium salicis - Cenangium salignum - Cenangium sambuci - Cenangium sarothamni - Cenangium schenckii - Cenangium schweinitzii - Cenangium sebastianiae - Cenangium sequoiae - Cenangium seriatum - Cenangium singulare - Cenangium sophorae - Cenangium sphaeriaemorphum - Cenangium sphaeroides - Cenangium spiraeae - Cenangium staphyleae - Cenangium sticticum - Cenangium strasseri - Cenangium striatulum - Cenangium striatum - Cenangium strobi - Cenangium strobilinum - Cenangium subnitidum - Cenangium syringae - Cenangium tahitiense - Cenangium tegulare - Cenangium tennesseense - Cenangium thapsi - Cenangium thymi - Cenangium tremellosum - Cenangium tremulae - Cenangium triangulare - Cenangium triste - Cenangium tryblidioides - Cenangium tuberculiforme - Cenangium tumorum - Cenangium turgidum - Cenangium ulicis - Cenangium ulmi - Cenangium umbellatarum - Cenangium urceolatum - Cenangium urceolus - Cenangium ustale - Cenangium vaccinii - Cenangium vagabundum - Cenangium vernicosum - Cenangium viburni - Cenangium viburni - Cenangium viticola - Cenangium xylariicola - Cenangium yuccae |

## Belege
- Ewald Gerhardt: Pilze. BLV Buchverlag, München 2006, ISBN 978-3-8354-0053-5
- T.F.L. Nees von Esenbeck, C.G. Nees von Esenbeck, A. C. F. Henry, T. Bail: Das System der Pilze. Verlag Henry und Cohen, Gent 1837. 2007 von Google digitalisiert.